# 维马尔塞
维马尔塞（法語：Vimarcé，法語發音：[vimaʁse]）是法国马耶讷省的一个旧市镇，属于拉瓦勒区。2021年，维马尔塞与邻近的2个市镇合并为新市镇奥尔特河畔维马丹。

## 地理
维马尔塞（48°11'44"N, 0°12'52"W）面积20.77 平方千米，位于法国卢瓦尔河地区大区马耶讷省，该省份为法国西北部内陆省份，北起芒什省和奧恩省，西接伊勒-维莱讷省，南至曼恩-卢瓦尔省，东临萨尔特省。
与维马尔塞接壤的市镇（或旧市镇、城区）包括：埃尔沃河畔圣乔治、圣马丹德科内、奥尔特河畔圣皮埃尔、勒格雷、鲁埃塞瓦塞。
维马尔塞的时区为UTC+01:00、UTC+02:00（夏令时）。

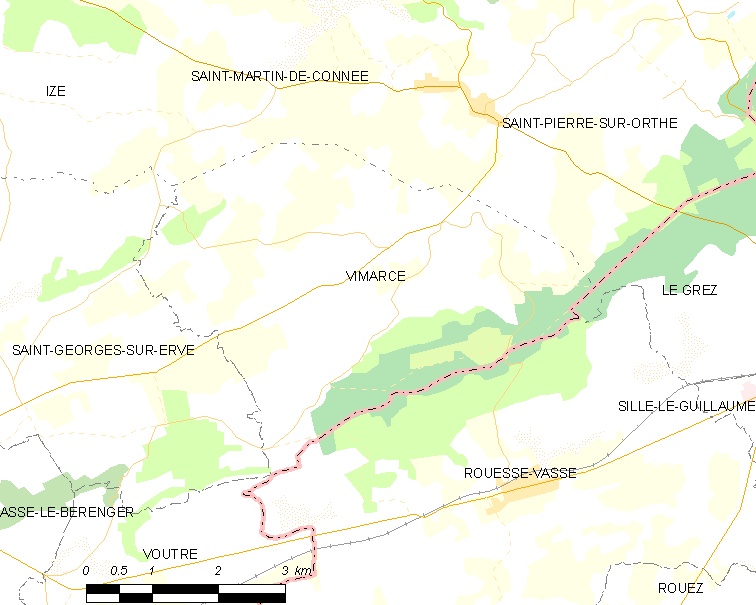
维马尔塞的OSM定位图

## 行政
维马尔塞的邮政编码为53160，INSEE市镇编码为53274。

## 政治
维马尔塞所属的省级选区为埃夫龙县。

## 人口

1962-2008年间维马尔塞人口变化图示

维马尔塞于2018年1月1日时的人口数量为234人。